# 三人の大天使と若いトビアス
『三人の大天使と若いトビアス』（さんにんのだいてんしとわかいトビアス、伊:Tre arcangeli e Tobiolo）は、イタリアのルネサンス期の巨匠、フィリッピーノ・リッピが1485年頃に制作した板上の油彩画である。トリノのサバウダ美術館に所蔵されている。
ロンドンにある『東方三博士の礼拝』に似た岩の多い風景を背景に、絵画は三人の大天使を表している。左側がミカエル、中央がラファエル、そしてユリを抱いたガブリエルである。さらに、トビトの息子である若いトビアスもいっしょに描かれている。画面下部にいる犬を伴ったトビアスは、父の目の病を治す魚を手に持っている。
場面はフランチェスコ・ボティチーニの『トビアスの旅』に明らかに触発されたものである。『トビアスの旅』は、かつてフィレンツェのフィレンツェ教会にあったが、現在はウフィツィ美術館に所蔵されている。一方、本作の天使はブランカッチ礼拝堂にあるフィリッピーノ自身の手になる天使に類似しているが、引き伸ばされた姿と捻じれている繊細な描線はフィリッピーノの師であったサンドロ・ボッティチェッリを想起させる。風景の地平線は、いまだレオナルド・ダ・ヴィンチが用いたスフマートによるぼかしの表現はなされていない。
本作は、かつてボッティチェッリ、またはその工房によるものと見なされていた。